# Île Saint Macaire
Pour les articles homonymes, voir Saint Macaire et Saint-Macaire.
L'Île Saint Macaire (en italien Isola San Macario) est une île italienne rattachée administrativement à Pula, commune de la ville métropolitaine de Cagliari, en Sardaigne.

## Description
L'île, inhabitée, est un gros bloc de roche volcanique surmonté d'une tour édifiée au XVIe siècle par les Espagnols pour surveiller l'arrivée des pirates barbaresques.